# Хероспондиас
Хероспондиас (лат. Choerospondias) — монотипный род деревянистых растений семейства Анакардиевые (Anacardiaceae). Включает единственный вид — Хероспондиас пазушный (Choerospondias axillaris, «непальская слива»).

## Ботаническое описание

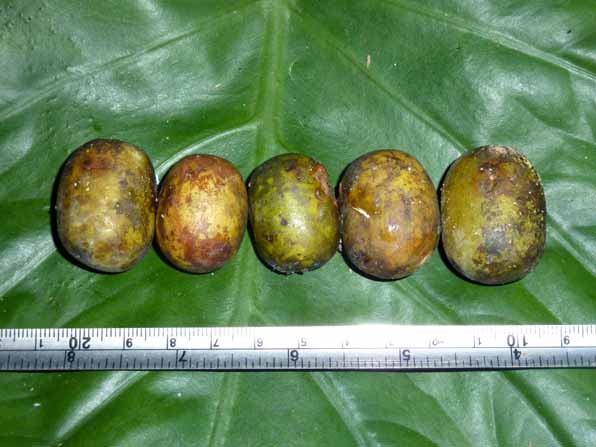
Плоды

Быстрорастущее листопадное двудомное или полигамное дерево, способное достигать высоты 20 м. Крона раскидистая, воронковидая. Кора серая, глубоко-трещиноватая. Веточки темно-пурпурно-коричневые, слегка опушённые. Листья 25—40 см длиной, непарноперистосложные, с 3—6 парами листочков и красноватым черешком. Листочки черешковые, яйцевидно-ланцетные, 4—12 × 2,0—4,5 см, с волнистым краем, тонкие, голые, либо слегка опушённые пучками волос в пазухах жилок.
Мужские метельчатые соцветия 4—10 см длиной, с колокольчатыми пурпурными цветками 3 мм в диаметре. Женские цветки в пазухах листьев, одиночные, коричневато-пурпурные, крупнее мужских цветков. Растения начинает плодоношение в 7—10 лет. Плоды — костянки эллипсоидной формы, 2,5 см длиной, телесного цвета, с белой мякотью, кислые. Косточка занимает 70 % плода, овальная, сглажено четырёхгранная, с характерными симметричными четырьмя углубления у основания, на вершине заострённая, светло-коричневая, с тёмно-коричневыми вкраплениями.

## Распространение и экология
В дикой природе встречается в основном на влажных, глинистых почвах низменностей, холмов и горных лесов на высоте от 300 до 2000 метров над уровнем моря. Он произрастает в Непале, Индии, Индокитае и материковом Китае, на Тайване, в Гималаях, Таиланде и Японии.

## Хозяйственное значение и применение
Существует множество сортов, отличающихся по размерам плодов, их вкусу, срокам созревания.
Плоды едят свежими, готовят из них соки, мороженое, конфеты, желе, мармелад, соления. В 100 граммах мякоти плодов содержится 355,1 мг калия, 57 мг кальция, 34 мг магния, 106 мг аргинина, 36 мг глутаминовой кислоты, 32 мг глутамина, 28 мг глицина, 8 мг лизина и до 20 тирозина, а также 563 мг фенольных и кумариновых соединений.
Кору жуют как бетель. Молодые листья едят с соусом чили.
В китайской медицине используется кора, корни, плоды для детоксикации и в кардиологии. Во Вьетнаме водную настойку из коры используют при ожогах.
Волокнистая кора может быть использована для изготовления канатов.
Из мягкой серовато-белой древесины делают чайные сундуки и простую мебель.